# Вулиця Вітряні Гори
Ву́лиця Вітряні́ Го́ри — вулиця в Подільському районі міста Києва, житловий масив Вітряні гори. Пролягає від Перемишльської вулиці до вулиці Байди-Вишневецького.

## Історія
Вулиця виникла в 1-й половині XX століття під сучасною назвою. На Вітряних горах у 1940–80-х роках існувала також Вітряна вулиця (ліквідована в зв'язку зі знесенням малоповерхової забудови).